# Dyamavvanahalli, Chitradurga
Dyamavvanahalli là một làng thuộc tehsil Chitradurga, huyện Chitradurga, bang Karnataka, Ấn Độ.